# معتصم صبو
معتصم مسعود صبو (من مواليد 20 أغسطس 1993) هو لاعب كرة قدم ليبي يلعب لصالح المنتخب الليبي لكرة القدم.

## مسيرته الدولية

### الأهداف الدولية
النتائج والنتائج تسرد رصيد أهداف ليبيا أولاً. 
| العدد | التاريخ        | المكان                           | الخصم | النتيجة | الحصيلة | المسابقة                        |
| ----- | -------------- | -------------------------------- | ----- | ------- | ------- | ------------------------------- |
| 1.    | 31 أغسطس 2017  | ملعب 28 سبتمبر ، كوناكري ، غينيا | غينيا | 1 –2    | 2-3     | تصفيات كأس العالم 2018          |
| 2.    | 17 نوفمبر 2018 | ستاد لينيتي ، فيكتوريا ، سيشيل   | سيشل  | 1 –0    | 8-1     | تصفيات كأس الأمم الإفريقية 2019 |

## روابط خارجية
- معتصم صبو  على سكروي